# Giuseppe Bianchi (architekt)
Giuseppe Bianchi  - włoski architekt, autor projektu kościoła św. Jana Ewangelisty w Parmie z 1749 roku.